# 830 Petropolitana
830 Petropolitana este o planetă minoră (asteroid), cu un diametru de 41,328 km, din centura de asteroizi. A fost descoperită pe 25 august 1916 la Simeiizka observatoria⁠(d) de Grigori N. Neuimin. 
Obiectul prezintă o orbită caracterizată de o semiaxă mare de 3,2112528739493 UAi, o excentricitate de 0,066245086291578, o înclinație de 3,825 ° în raport cu ecliptica.